# Grace Lee Whitney
Grace Lee Whitney, właśc. Mary Ann Chase (ur. 1 kwietnia 1930 w Ann Arbor, Michigan, zm. 1 maja 2015 w Coarsegold, Kalifornia) – amerykańska aktorka i piosenkarka.